# Matt Biondi
Matthew Nicholas Biondi, detto Matt (Palo Alto, 8 ottobre 1965), è un ex nuotatore statunitense, capace di vincere undici medaglie alle Olimpiadi e altrettante ai campionati mondiali di nuoto tra il 1984 e 1992. È stato il primo uomo a scendere sotto i 49 secondi nei 100 m stile libero.

## Biografia

### Gli inizi
Figlio di un allenatore di nuoto e pallanuoto, Matt Biondi iniziò a nuotare a cinque anni. Da bambino praticò diversi sport, tra cui pallacanestro, calcio, football americano. Alle superiori si concentrò su nuoto e pallanuoto, ottenendo ottimi risultati in entrambi.
Terminate le superiori, nel 1983 si iscrisse all'Università di Berkeley, dove fu inserito sia nella squadra di pallanuoto sia in quella di nuoto. Al suo primo anno di college, vinse il campionato NCAA di pallanuoto, ed arrivò alle finali di consolazione nei campionati nazionali universitari di nuoto. Si concentrò poi sui trials, con l'obiettivo di guadagnarsi un posto nella nazionale di nuoto per partecipare alle imminenti Olimpiadi di Los Angeles.
Matt Biondi riuscì a qualificarsi per la staffetta 4 x 100 m stile libero. Fu la sua prima apparizione in una competizione internazionale, e il primo grande successo della sua carriera agonistica: la staffetta USA vinse l'oro e stabilì il nuovo primato del mondo.

### I grandi successi
Il 6 agosto 1985 Matt Biondi si impose all'attenzione mondiale stabilendo per due volte, nello stesso giorno, il nuovo record del mondo sui 100 m stile libero. Dapprima nuotò in 49.24, poi si migliorò ancora ed arrivò a 48.95, il primo uomo di sempre a scendere sotto il muro dei 49 secondi. In carriera ritoccò il record dei 100 m stile libero altre due volte e stabilì complessivamente 12 primati del mondo nelle varie specialità del nuoto.
Nel 1985 Matt Biondi partecipò alle Universiadi a Kōbe, in Giappone, e vinse quattro medaglie d'oro. Venne nominato "Nuotatore dell'anno" della NCAA, titolo riconfermato anche nei due anni successivi. Nel frattempo continuava a giocare anche a pallanuoto, dando il suo contributo alla squadra di Berkeley che vinse tre campionati nazionali universitari.
L'apice della sua carriera furono i Giochi di Seul 1988. A Seul, Biondi cominciò con una medaglia di bronzo nei 200 m stile libero. Nei 100 m farfalla, dove era il favorito, arrivò secondo per 1 centesimo dietro ad Anthony Nesty del Suriname, aggiudicandosi l'argento. Nelle cinque gare successive ottenne cinque ori (50 e 100 m stile libero, staffette 4 x 100 m stile libero, 4 x 200 m stile libero, 4 x 100 m misti) con quattro primati del mondo. Matt Biondi fu la stella di quell'edizione dei Giochi. Conquistò 7 medaglie, uguagliando come numero (non come metallo) l'allora record di un altro nuotatore statunitense, Mark Spitz, che vinse 7 ori alle Olimpiadi di Monaco di Baviera 1972. Il loro primato è stato superato da Michael Phelps ad Atene nel 2004 con 6 ori e 2 bronzi e poi a Pechino nel 2008 con 8 ori, diventando così l'atleta più medagliato di tutti i tempi in una singola edizione delle Olimpiadi. Nonostante le 5 vittorie e i vari record del mondo in quella olimpiade è ricordato soprattutto per le due brucianti sconfitte nei 200 m stile libero (battuto dallo sconosciuto Duncan Armstrong) e nei 100 m farfalla (battuto dall'atleta di colore Anthony Nesty per un solo centesimo); in entrambi i casi è stato in testa per quasi tutta la gara venendo superato di pochissimo solo nel finale.
Alle Olimpiadi di Barcellona 1992 Biondi chiuse la sua carriera con un argento individuale, nei 50 m stile libero, e due ori con le staffette 4 x 100 m stile libero e 4 x 100 m misti. Con tre partecipazioni ai Giochi, il suo medagliere personale era arrivato a quota 11: 8 ori, 2 argenti e 1 bronzo.
Lo stesso numero di medaglie furono il risultato delle sue due partecipazioni ai campionati mondiali di nuoto. Nel 1986 a Madrid, vinse 7 medaglie, di cui 3 ori, 1 argento e 3 bronzi. Nel 1991 a Perth, vinse altri 3 ori e 1 argento.

### Dopo la carriera agonistica
Sin dai tempi dell'università, Matt Biondi si è interessato alle tematiche ambientali, in particolare ai delfini. Nel 1989 fu tra i fondatori della Delphys Foundation, un'organizzazione che sostiene la ricerca sui mammiferi marini, e per tale fondazione ha svolto studi comparati sul modo di nuotare dell'uomo e del delfino.
Lasciate le competizioni, si è dedicato ad iniziative sociali a favore dell'infanzia, prestandosi come testimonial in campagne contro la malnutrizione e l'analfabetismo.
Nel 1997 è stato inserito nella International Swimming Hall of Fame.
Matt Biondi ha sposato Kirsten Metzger nel 1995 dalla quale ha avuto tre figli: Nathaniel (Nate) nato nel 1998, Lucas nato nel 2002 e Makena nata nel 2007.

## Palmarès
- Olimpiadi

Los Angeles 1984: oro nella staffetta 4x100 m sl.
Seoul 1988: oro nei 50 m e 100 m sl e nelle staffette 4x100 m sl, 4x200 m sl e 4x100 m misti, argento nei 100 m farfalla e bronzo nei 200 m sl.
Barcellona 1992: oro nelle staffette 4x100 m sl e 4x100 m misti, argento nei 50 m sl.
- Mondiali

1986 - Madrid: oro nei 100 m sl e nelle staffette 4x100 m sl e 4x100 m misti, argento nei 100 m farfalla, bronzo nei 50 m sl, 200 m sl e staffetta 4x200 m sl.
1991 - Perth: oro nei 100 m sl e nelle staffette 4x100 m sl e 4x100 m misti, argento nei 50 m sl.
- Campionati panpacifici

1985 - Tokyo: oro nei 50 m sl, 100 m sl e nelle staffette 4x100 m sl, 4x200 m sl e 4x100 m misti, argento nei 200 m sl e bronzo nei 100 m farfalla.
1987 - Brisbane: oro nei 100 m sl e nelle staffette 4x100 m sl, 4x200 m sl e 4x100 m misti, argento nei 50 m sl e bronzo nei 100 m farfalla.
1989 - Tokyo: oro nella staffetta 4x100 m misti.
1991 - Edmonton: oro nei 100 m sl, 100 m farfalla e nelle staffette 4x100 m sl e 4x100 m misti, argento nei 50 m sl.

## Riconoscimenti
- World Swimmer of the Year: 1986, 1988
- American Swimmer of the Year: 1985, 1986, 1988